# Gertrude Walker
Pour les articles homonymes, voir Walker.
Gertrude Walker (Rockwell, Iowa, 8 avril 1920 - Palm Springs, Californie, 18 juin 1995) est une scénariste et écrivaine américaine de nouvelles et de romans policiers.

## Biographie
Après l'obtention d'un diplôme en journalisme de l'université d'État de l'Ohio à Columbus, elle devient critique de théâtre et de littérature avant d'entreprendre une carrière d'actrice à Hollywood sans grand succès.  Au début de la Seconde Guerre mondiale, elle s'installe à New York où elle anime des spectacles de night-club et en rédige certains sketches.  De retour sur le Côte Ouest, elle devient chanteuse sur Sunset Strip et sa carrière de scénariste prend son envol, devenant une spécialiste des films de série B, puis produisant des scripts pour la télévision.  Sa production littéraire se résume à trois romans et une poignée de nouvelles.
En France, elle est la première femme à être publiée dans la collection Série noire. « Sorte de James Cain au féminin », elle dresse, selon Jean-Pierre Deloux, dans À contre-voie « l'un des plus impitoyables portraits de garce et de femme criminelle qu'a pu nous offrir le polar américain ».

## Œuvre
Romans
- So Deadly Fair, (1947) Publié en français sous le titre À contre-voie, Paris, Gallimard, Série noire no 67, 1951 ; réédition, Paris, Gallimard, Carré noir no 172, 1974
- Diamonds Don't Burn (1955)
- The Face of Evil ou The Suspect (1978) Publié en français sous le titre L'Été de Californie, Paris, Librairie des Champs-Élysées, Le Masque no 1635, 1981

## Filmographie

### Actrice
- 1935 : Mary Burns, Fugitive, réalisé par William K. Howard

### Scénariste
- 1943 : I Escaped from the Gestapo, réalisé par Harold Young
- 1943 : Danger! Women at Work, réalisé par Sam Newfield
- 1943 : Mystery Broadcast, réalisé par George Sherman
- 1943 : Whispering Footsteps, réalisé par Howard Bretherton
- 1944 : Silent Partner (en), réalisé par George Blair
- 1944 : End of the Road, réalisé par George Blair
- 1945 : Behind City Lights, réalisé par John English
- 1946 :  Crime of the Century, réalisé par Philip Ford
- 1947 : L'Engrenage fatal (Railroaded !), réalisé par Anthony Mann
- 1950 :  L'Esclave du gang, réalisé par Vincent Sherman
- 1951 : Insurance Investigator, réalisé par George Blair
- 1951 : Want Ad Wedding, épisode de la série télévisée Le Choix de..., réalisé par William A. Seiter
- 1956 : Pretend You Belong to Me, épisode de la série télévisée Front Row Center réalisé par Ralph Nelson
- 1958 :  The Chippendale Racket, épisode de la série télévisée The New Adventures of Charlie Chan, réalisé par Don Chaffey